# Elecciones presidenciales de Estados Unidos de 2024 en Wyoming
Las elecciones presidenciales de Estados Unidos de 2024 en Wyoming se llevaron a cabo el 5 de noviembre de 2024, como parte de las elecciones presidenciales de Estados Unidos de 2024. Los votantes de Wyoming eligieron a los tres electores que los representarían en el Colegio Electoral mediante votación popular.
Wyoming, un estado escasamente poblado de las Montañas Rocosas, se considera un estado profundamente republicano, por lo que se esperaba que Donald Trump ganara fácilmente en el estado. Wyoming fue el segundo estado más fuerte de Trump en 2016 y el estado más fuerte en 2020 (intercambiando posiciones con Virginia Occidental), votando por Trump por un margen de más del 40% en ambas elecciones. Junto con los vecinos Idaho y Utah, Wyoming ha votado por los republicanos en cada carrera presidencial desde 1968.
El desempeño de Trump en el estado, obteniendo el 71,6% de los votos, es el más alto que un candidato presidencial haya recibido jamás en Wyoming, superando el 70,51% de los votos de Ronald Reagan en la elección presidencial de 1984.

## Resultados

### Generales
| Partido                          | Partido       | Candidato     | Votos   | %     |
| -------------------------------- | ------------- | ------------- | ------- | ----- |
|                                  | Republicano   | Donald Trump  | 192,633 | 71.60 |
|                                  | Demócrata     | Kamala Harris | 69,527  | 25.84 |
|                                  | Libertario    | Chase Oliver  | 4,193   | 1.56  |
| Escritos                         | Escritos      | Escritos      | 2,695   | 1.00  |
|                                  |               |               |         |       |
| Total                            | Total         | Total         | 269,048 | 100   |
| Participación                    | Participación | Participación | 271,123 | 91.09 |
| Registrados                      | Registrados   | Registrados   | 454,508 |       |
|                                  |               |               |         |       |
| Fuente: Wyoming General Election |               |               |         |       |

### Por condado
|             | Trump Republicano | Trump Republicano | Harris Demócrata | Harris Demócrata | Total  | Margen | Margen |
| Condado     | Votos             | %                 | Votos            | %                | Total  | Votos  | %      |
| ----------- | ----------------- | ----------------- | ---------------- | ---------------- | ------ | ------ | ------ |
| Albany      | 8,930             | 49.95             | 8,371            | 46.83            | 17,877 | 559    | 3.13   |
| Big Horn    | 4,867             | 84.86             | 742              | 12.94            | 5,735  | 4,125  | 71.93  |
| Campbell    | 16,006            | 87.26             | 2,004            | 10.93            | 18,342 | 14,002 | 76.34  |
| Carbon      | 4,952             | 77.53             | 1,274            | 19.95            | 6,387  | 3,678  | 57.59  |
| Converse    | 5,756             | 85.41             | 845              | 12.54            | 6,739  | 4,911  | 72.87  |
| Crook       | 3,805             | 87.59             | 443              | 10.20            | 4,344  | 3,362  | 77.39  |
| Fremont     | 11,552            | 66.94             | 5,179            | 30.01            | 17,256 | 6,373  | 36.93  |
| Goshen      | 4,893             | 79.25             | 1,156            | 18.72            | 6,174  | 3,737  | 60.53  |
| Hot Springs | 2,082             | 79.47             | 488              | 18.63            | 2,620  | 1,594  | 60.84  |
| Johnson     | 3,936             | 80.36             | 847              | 17.29            | 4,898  | 3,089  | 63.07  |
| Laramie     | 28,063            | 64.72             | 14,153           | 32.64            | 43,362 | 13,910 | 32.08  |
| Lincoln     | 8,957             | 82.63             | 1,623            | 14.97            | 10,840 | 7,334  | 67.66  |
| Natrona     | 24,671            | 72.73             | 8,337            | 24.58            | 33,921 | 16,334 | 48.15  |
| Niobrara    | 1,108             | 89.79             | 112              | 9.08             | 1,234  | 996    | 80.71  |
| Park        | 13,804            | 79.05             | 3,259            | 18.66            | 17,463 | 10,545 | 60.38  |
| Platte      | 3,874             | 81.30             | 780              | 16.37            | 4,765  | 3,094  | 64.93  |
| Sheridan    | 12,041            | 73.31             | 3,920            | 23.87            | 16,425 | 8,121  | 49.44  |
| Sublette    | 3,905             | 79.31             | 920              | 18.68            | 4,924  | 2,895  | 58.79  |
| Sweetwater  | 12,541            | 75.10             | 3,731            | 22.34            | 16,698 | 8,810  | 52.76  |
| Teton       | 4,134             | 31.12             | 8,748            | 65.84            | 13,286 | -4,614 | -34.72 |
| Uinta       | 7,282             | 80.12             | 1,561            | 17.17            | 9,089  | 5,721  | 62.94  |
| Washakie    | 3,125             | 80.60             | 656              | 16.92            | 3,877  | 2,469  | 63.68  |
| Weston      | 3,069             | 87.39             | 378              | 10.76            | 3,512  | 2,691  | 76.62  |

#### Volteados
| Condado | Ciudad más grande | Pre-elección | Pre-elección | Post-elección | Post-elección | Margen |
| Condado | Ciudad más grande | Partido      | Partido      | Partido       | Partido       | Margen |
| ------- | ----------------- | ------------ | ------------ | ------------- | ------------- | ------ |
| Albany  | Laramie           |              | Demócrata    |               | Republicano   | +3.13  |